# Effluents viticoles
 (janvier 2011).
Si vous disposez d'ouvrages ou d'articles de référence ou si vous connaissez des sites web de qualité traitant du thème abordé ici, merci de compléter l'article en donnant les références utiles à sa vérifiabilité et en les liant à la section « Notes et références ».
La viticulture produit des rejets de diverses natures, la plupart sont issus du raisin ou du vin. Ces polluants sont constitués de molécules organiques (sucres, acides, alcools) qui rejetées dans le milieu naturel risquent d'occasionner des dommages aux cours d'eau (eutrophisation).

## Sources de pollution
Les sources de pollutions sont :
- Pressurage du raisin non fermenté : les bourbes, ou résidus de débris végétaux.
- Soutirage : les lies, ou résidus de levures mortes (avec éventuellement quelques résidus organiques) qui sédimentent au fond des cuves à l'issue de la fermentation.
- Filtration sur kieselguhr (terre à diatomée) : gâteaux de filtration.
- Détartrage : cristaux de bitartrate de potassium.

Auxquelles, il faut également ajouter les différentes eaux de rinçage des cuves et des équipements.

## Réglementation
En France, les établissements produisant du vin sont soumis à la réglementation des ICPE (Installations Classées Pour l'Environnement). Le règlement applicable est fonction de la capacité de production du site :
- de 500 hl à 20 000 hl par an : ICPE soumis à déclaration à la préfecture ;
- au-delà de 20 000 hl : ICPE soumis à autorisation par la préfecture. Des limites de rejet sont imposées, aboutissant à la mise en place de systèmes de retraitement accrédités par le ministère de l'environnement.

## Gestion des effluents vinicoles
La gestion de l'eau et son recyclage pour limiter l'impact de ses rejets sur l'environnement et le réseau hydrographique, surtout pendant la période des vendanges, est une obligation pour les caves de vinification.
En France, cette gestion est structurée autour de six bassins hydrographiques : Loire-Bretagne, Artois-Picardie, Seine-Normandie, Rhin-Meuse, Rhône-Méditerranée-Corse et Adour-Garonne. Les maîtres d'œuvre sont les Agences de l'eau. Elles perçoivent une redevance pollution de la part des chais vinicoles, producteurs d'effluents, quand ils dépassent 1 500 hl par an. Celle-ci est évaluée forfaitairement entre 0,4 et 1,2 €/hectolitre produit annuellement. Lorsqu'un dispositif d'épuration est mis en place par un chai, l'Agence de l'eau lui verse une prime. Cette taxe peut être réduite si la cave est équipée d'un système de dépollution. En cas d'accident de pollution, les viticulteurs sont responsables, des amendes et des mises en examen de petits viticulteurs se sont déjà produites.
Sachant que le volume d'eau nécessaire à la production d'un hectolitre de vin se situe entre 30 et 250 litres, la limitation des effluents passe par une conception plus rationnelle des chais (écoulement, matériaux facilement lavables), et la limitation des pertes (détection des fuites, dispositif d'arrêt automatique). De plus, la récupération des bourbes et des lies permet leur valorisation en distillerie, de même celle des tartres qui est recyclée pour récupérer l'acide tartrique. Enfin chaque chai possède un bac de décantation qui lui permet d'éliminer les résidus grossiers.

## Systèmes de traitements
- évaporation naturelle : le dimensionnement est fonction du volume total annuel de rejet divisé par le déficit hydrique annuel moyen de la zone d'implantation (zone méditerranéenne 0,4 m3/m2/an)
- évaporation forcée : en Languedoc prévoir une surface de 700 m2 pour évaporer 3 000 m3, dégrillage préalable.
- épandage: deux types:
  - Epandage mobile avec une tonne à lisier.
  - Epandage par poste fixe: Pré traitement par filtration puis épandage en goutte à goutte sur des végétaux adaptés.
- traitements biologiques : trois types :
  - Stockage aéré : pour les petites structures, par aération, de 2 à 8 semaines de traitement dans une cuve profonde (4 à 6 m), en pente pour faciliter la décantation des boues, dégrillage préalable.

Les boues obtenues peuvent être épandues, après analyse, pour vérifier le bon état de fonctionnement, le surnageant peut être rejeté dans le milieu ou vers une station d'épuration selon son niveau de pollution (98 % de rendement d'épuration pour les rejets directs, 80 % pour les rejets vers les égouts).
- - Boues activées : même fonctionnement que les stations d'épurations mais de taille réduites, à réserver aux grandes structures ou à des systèmes communaux. Cette technique permet des rejets directs dans le milieu mais nécessite des investissements coûteux et une main d'œuvre qualifiée
  - Méthanisation : ce système permet de produire du biogaz (énergie) mais il est coûteux à mettre en place et la gestion du gaz et du "process" nécessite une main d'œuvre et des installations adaptées.
- traitement collectif: tout à l'égout

## Sources